# What Difference Does It Make?
"What difference does it make?" er en single fra 1984 med det britiske band The Smiths. Sangen findes tillige på bandets debutalbum The Smiths. En anden version indspillet til John Peel Show på BBC Radio One er præsenteret på opsamlingsalbummet Hatful af Hollow.
Det indre omslag er et fotografi taget fra filmen The Collector (men er ikke afbildet i selve filmen), baseret på en roman af John Fowles (Offer for en samler). Oprindeligt nægtede Terence Stamp tilladelse til at bruge fotoet. Derfor blev det manipuleret med Morrissey som model. På det manipulerede foto står Morrissey med et glas mælk, i stedet for en klud med chloroform som i originalen. Terence Stamp ændrede efterfølgende mening og tillod brug af originalfotoet. Coveret med Morrissey er derfor nu meget sjældent og er et samlerobjekt.
Morrissey har ved mere end én lejlighed udtalt, at "What difference does it make?" er blandt hans mindst foretrukne Smiths sange, men det blev bandets første store hit, som toppede på # 12 i Storbritannien.
Sangen er anerkendt på grund af åbningensriff af guitaristen Johnny Marr og den unikke falset af Morrissey mod slutningen af sangen.
| Musik | Spire Denne musikartikel er en spire som bør udbygges. Du er velkommen til at hjælpe Wikipedia ved at udvide den. |